# جوناثان فريمان (سياسي)
جوناثان فريمان (بالإنجليزية: Jonathan Freeman)‏ هو سياسي أمريكي، ولد في 21 مارس 1745 في مانسفيلد في الولايات المتحدة، وتوفي في 20 أغسطس 1808 في هانوفر في الولايات المتحدة. حزبياً، نشط في الحزب الفيدرالي الأمريكي. وقد انتخب عضو مجلس ولاية نيوهامبشير وانتخب عضو مجلس النواب الأمريكي.